# کیت بالسات
کیت بالسات (انگلیسی: Keith Ballisat; ۲۰ مهٔ ۱۹۲۸ – ۲۵ مهٔ ۱۹۹۶) اتومبیل‌ران فرمول ۱، رالی و مسابقات استقامتی اهل بریتانیا بود.